# Försvarets underrättelsenämnd
Försvarets underrättelsenämnd (FUN) var en svensk statlig förvaltningsmyndighet, som sorterade under Försvarsdepartementet och hade till uppgift att följa underrättelsetjänsten inom Försvarsmakten och Försvarets radioanstalt.
Nämnden bestod av sju ledamöter som tillsattes av regeringen.
FUN ersattes den 1 december 2009 av Statens inspektion av försvarsunderrättelseverksamheten (SIUN). Orsaken till organisationsförändringen var att Lagen om signalspaning i försvarsunderrättelseverksamhet, som trädde i kraft 1 januari 2009, medförde utökade uppgifter för FUN.
Under många år bedrevs FUN:s verksamhet direkt under Försvarsdepartementet, men 1 januari 2009 separerades nämndes verksamhet och finansierades från Kammarkollegiet för att 1 september 2009 bli en egen myndighet och finansieras via anslag i statsbudgeten, som en förberedelse för övergången till SIUN.